# Siberiada
Siberiada (en ruso: Сибириада / Sibiriada) es una película de historia épica que gira alrededor del linaje de dos familias siberianas enfrentadas, a partir de las cuales el filme abarca unos 60 años de historia rusa. El filme fue dirigido por Andréi Konchalovski en 1979 y contó con la colaboración de destacados actores soviéticos como Nikita Mijalkov o Liudmila Gúrchenko.
La larga película de más de tres horas, dividida en cuatro partes, ganó el Gran Premio Especial del Jurado del Festival de Cannes de 1979.

## Argumento
La historia de la película comienza en la Rusia prerrevolucionaria de 1909 y cubre aproximadamente 60 convulsos años de historia rusa, a partir de la saga de dos familias enfrentadas originarias del remoto pueblo de Elam en Siberia.
Los Ustiuzhanin, linaje de leñadores y de clase humilde, son los eternos rivales de los Solomin, linaje acomodado dedicado a la caza y al comercio de pieles. El clima revolucionario de principios de siglo, del cual la lejana Siberia ha quedado al margen, sirve para perpetuar las históricas diferencias entre las dos familias: los parias Ustiuzhanin celebran la llegada de la Revolución Rusa, mientras que los acomodados Solomin la rechazan. La muerte de Afanasi Ustiuzhanin, que es capturado y deportado por el Ejército Blanco, es el inexorable desenlace fruto del convulso y polarizado clima político que llega también hasta Siberia.
Años más tarde, el hijo de Afanasi -Nikolái Ustiuzhanin- introduce un nuevo elemento de confrontación entre las dos familias al enamorarse de la apasionada Anastasia Solómina, la cual, junto a Nikolái, abandona el pueblo de Elam para incorporarse al nuevo movimiento insurgente.
Una vez abatidas las tropas zaristas, el triunfante Nikolái reaparece en el pueblo acompañado de su hijo Alekséi y de muchos planes revolucionarios que tienen como objetivo modernizar el atrasado pueblo para adaptarlo al naciente estado socialista. Anastasia, no obstante, no puede formar parte de este proyecto porque ha muerto durante una confrontación de la violenta revolución. Spiridón, el hermano de Anastasia, no perdona esto a Nikolái, a quien acaba asesinando.
Años más tarde, el joven Alekséi se alista en las tropas del Ejército Rojo, al estallar la Segunda Guerra Mundial. Durante la conflagración, el joven Ustiuzhanin salva la vida de Filip Solomin, una heroica gesta que se revela providencial cuando unos años más tarde –igual que en el pasado su padre- el exitoso Alekséi regresa a su pueblo natal con la intención de hallar petróleo. Este plan choca frontalmente con las intenciones del Politburó, que tiene previsto inundarlo en un inmenso pantano destinado a proveer electricidad al Estado soviético. No obstante, Filip, que se ha convertido ahora en un influyente y destacado miembro del Politburó, presiona al Kremlin para dejar actuar a Alekséi y su equipo técnico de prospección petrolífera.
Finalmente, el proyecto de Alekséi triunfa y se descubren grandes yacimientos de petróleo. Alekséi, no obstante, pierde accidentalmente la vida en un incendio, poniendo así fin a su idilio con Taya Solómina.
En Moscú, un telegrama informa sobre los hechos a Filip, quien en un emotivo discurso televisado anuncia -entre eufórico y triste- la buena noticia para el país y la mala noticia personal.

## Reparto
- Vladímir Samóylov – Afanasi Ustiuzhanin
- Vitali Solomin - Nikolái Ustiuzhanin
- Nikita Mijalkov - Alekséi Ustiuzhanin en los años 1960
- Natalia Andréychenko - Anastasia Solómina
- Pável Kádochnikov – Abuelo eterno
- Serguéi Shakúrov - Spiridón Solomin
- Liudmila Gúrchenko - Taya Solómina en los años 1960
- Ígor Ojlupin - Filip Solomin
- Yevgueni Perov - Eroféi Solomin
- Vladímir Símonov - Afanasi Ustiuzhanin
- Iván Dmítriyev - Blinov
- Mijaíl Kónonov - Rodión Kliméntov
- Ruslán Miqaberidze - Tófik Rustámov
- Maxim Munzuk - Fiédka
- Nikolái Skorobogátov - Yermolái
- Konstantín Grigóryev - Geólogo
- Elena Kóreneva - Taya Solómina de joven
- Yevgueni Leónov-Gládyshev - Alekséi Ustiuzhanin de joven
- Vladímir Levitán
- Leonid Pleshakov
- Vadim Vilsky

## Premios
- Ganadora del Gran Premio Especial del Jurado del Festival de Cannes de 1979[1]